# Sülzbach (Sulm)
Der Sülzbach ist ein Bach im Landkreis Heilbronn im nordöstlichen Baden-Württemberg von knapp vier Kilometern Länge, der bei Sülzbach in der Gemeinde Obersulm von links in die Sulm mündet.

## Name
Das Bestimmungswort des Namens leitet sich vom mittelhochdeutschen Wort sülze für „Salzwasser, Sole“ ab.

## Geographie

### Quelle und Verlauf
Der Sülzbach entsteht im Nordostzipfel des Weinsberger Gemeindegebietes etwa einen Kilometer östlich von Wimmental diesseits der Straßenunterführung unter der A 6 zwischen der Autobahn und der K 2113 auf etwa 253 m ü. NHN. Von hier zieht das junge Gewässer, das in Wimmental früher Gerbersbach genannt wurde, in westlicher Richtung zwischen beiden Straßen auf Wimmental zu, unterhalb des Schönenbergs im Norden, dessen ganzer, Dimbacher Berg genannter Hang von Weingärten bestanden ist, und des bis fast herunter ans linke Ufer bewaldeten Kreuzbergs im Süden.
Nach einem Kilometer passiert er das Freibad von Wimmental, hier läuft rechts die Fuchsklinge den oberen Hang herab, die jedoch kein Wasser führt. Dann tritt er in den Siedlungsbereich Wimmentals ein, wo er sich, fast schon am westlichen Dorfrand, nach Süden kehrt. Er zieht unter der Talbrücke Wimmental der Autobahn durch, hier rechts schon von der K 2111 begleitet. Während links noch nah die waldbekrönten Berge Galgenberg und Rauhberg stehen, liegen zu seiner Rechten inzwischen flache, beackerte Hügel. Am Zulauf der ebenfalls gewässerlosen Rauhklinge von links, deren Nordosthang ebenfalls von Reben bestanden ist, tritt er aufs Gemeindegebiet von Obersulm über.
Beim anschließend am Westfuß des Rauhbergs stehenden Obersulmer Siedlungsplatz Am Goldberg liegen am linken Ufer zwei Teiche von zusammen etwa 16 Ar Fläche, danach mündet von Osten unterhalb des wiederum von Weingärten bestandenen Südhangs des Rauhbergs die Wolfsklinge. Nach ihrem Zulauf weitet sich die Talaue – hier von den Einwohnern Sülzbachs Deele (Tälchen) genannt – zur feuchten Ostbucht der Sandwiesen, während rechts jenseits der Kreisstraße 2111 schon die ersten Siedlungshäuser des Dorfes Sülzbach liegen. Ein Graben entwässert das Feuchtgebiet von links in den Sülzbach.
Dicht vor dem Damm der Bahnstrecke Crailsheim–Heilbronn hat der Wasserverband Sulm im Jahre 2010 ein Rückhaltebecken ohne Dauereinstau mit 11,6 m hohem Erddamm und einem Rückhaltevolumen von bis zu 235.000 m³ für den Hochwasserschutz fertiggestellt. Nachdem er dessen Damm und den der Bahn durchflossen hat, tritt der Bach in einer Kurve nach Südwesten vor dem Sülzbacher Altenberg in die Sulm-Aue und den Siedlungsbereich Sülzbachs ein. Dessen alten Ortskern passiert der Sülzbach links und läuft unmittelbar vor Unterquerung der Kreisstraße 2112 (Staufenstraße) über ein Wehr. Nachdem er noch die neuere Gewerbezone des Dorfes an deren Ufer durchquert hat, mündet der Sülzbach  nach insgesamt 3,8 km Laufs auf etwa 183 m ü. NHN von rechts in die Sulm.

### Einzugsgebiet
Das Einzugsgebiet des Sülzbachs umfasst 4,7 km² und hat etwa Dreiecksgestalt. Seine nordöstliche Spitze liegt auf der Flurhochfläche des Gagernbergs, von wo sich die Wasserscheide in südwestlicher Richtung über Galgenberg, Rauhberg und den Sülzbacher Altenberg bis zur Mündung zieht. Jenseits liegt kurz im Osten das große Einzugsgebiet des über den Schwabbach zur Brettach entwässernden Dimbachs, im Südosten das des Seebächles. Westlich liegt jenseits des rechts den südwärts laufenden Sülzbach-Abschnitt begleitenden Hügelzuges das parallele Tal des durch Grantschen fließenden Wetterischbachs, die Einzugsgebietsgrenze zieht nördlich hoch bis zum Prinzessinwäldle auf dem Kamm des Wildenbergs, wo die Nordwestspitze des Einzugsgebiets liegt. Auf dem restlichen, östlich laufenden Teil der Wasserscheide an der Nordseite über das Buch, wo der mit 317,7 m ü. NHN höchste Punkt liegt, und den Schönenberg bis zurück zum Gagernberg konkurriert im Norden erst der wiederum größere, kurz vor Erlenbach in die Sulm mündende Eberbach, danach wieder der Dimbach.
Über drei Viertel des Einzugsgebietes liegen in offener Flur, der restliche bewaldete Teil beschränkt sich auf die Höhen- und Nordhanglagen, während die südexponierten Hänge zumeist weinbaulich genutzt werden.

### Gemeinden und Ortschaften
Der Sülzbach durchläuft die Gemeindegebiete von Weinsberg und Obersulm. Der überwiegende Teil des Einzugsgebiets liegt auf Weinsberger Gemarkung, Obersulm hat einen weniger als halb so großen Anteil. Etwa 0,4 km² an seiner Nordostspitze bilden eine Ellhofener Gemeindeexklave, auf der fast nur Wald steht. Ein winziger Schnipsel im Westen gehört ebenfalls zu Ellhofen, ein wenig größerer im Norden zu Bretzfeld. Die einzigen Ortschaften im Einzugsgebiet sind Wimmental (zu Weinsberg) und der Wohnplatz Am Goldberg sowie Sülzbach (beide zu Obersulm); alle drei liegen am Ufer des Baches.

## Landschaft und Naturschutz
Nordöstlich von Wimmental und westlich von Wimmental stehen zwei alte Schilfsandsteinbrüche am Talrand der nördlichen Hochfläche unter Biotopschutz. Bemerkenswert sind an dieser oberen Talkante auch einige Klingen, darunter die Fuchsklinge und eine weitere am Eselskopf nordwestlich von Wimmental.
In der Flur sind etliche Feldgehölze als Biotope geschützt, das Gehölz in der Wolfsklinge, einige Trockenmauern in den Weinbergen und Hohlwege; an Feuchtgebieten die Sandwiesen am Unterlauf, der Umkreis der beim Wohnplatz Am Goldberg liegenden Teiche und das Umfeld eines winzigen Teichs westlich von Wimmental.
Naturdenkmale sind zwei Rosskastanien auf dem Altenberg westlich von Wimmental, ein Birnbaum am Weinbergrand des Rauhbergs, die Wolfsklinge, die Sandwiesen und die Kuppe des (Sülzbacher) Altenbergs.

## Geologie und Naturraum
Die das obere Tal rechts wie links und das mittlere links begleitenden Hochflächen von Schönenberg, Buch, Wildenberg, Gagernberg, Kreuzberg, Galgenberg und Rauhberg liegen alle im Schilfsandstein (Stuttgart-Formation), die Quelle und das Tal unter den obersten Hängen dagegen auf ganzer Länge im Gipskeuper (Grabfeld-Formation) darunter. Der niedrige Hügelzug rechts des Südlaufs ist von Löss bedeckt, der auch einen Teil der Hochfläche des Gagernbergs einnimmt.
Die zwei oben genannten alten Steinbrüche bieten Aufschlüsse der lokalen Schilfsandsteinlagerung, an einem früheren Geotop am (Sülzbacher) Altenberg sind die auf der Kuppe liegenden Estherienschichten des Gipskeupers aufgeschlossen.
Naturräumlich wird das Gebiet zu den Schwäbisch-Fränkischen Waldberge gerechnet, und zwar mit dem oberen Teil bis zum Wimmentaler Laufknick zum Unterraum Sulmer Bergebene, danach zum Unterraum Weinsberger Tal.

### LUBW
Amtliche Online-Gewässerkarte mit passendem Ausschnitt und den hier benutzten Layern: Lauf und Einzugsgebiet des Sülzbachs

Allgemeiner Einstieg ohne Voreinstellungen und Layer: Daten- und Kartendienst der Landesanstalt für Umwelt Baden-Württemberg (LUBW) (Hinweise)
1. 1 2  Höhe nach dem Höhenlinienbild auf dem Hintergrundlayer Topographische Karte.
2. ↑  Länge nach dem Layer Gewässernetz (AWGN).
3. ↑  Einzugsgebiet nach dem Layer Basiseinzugsgebiet (AWGN).
4. ↑  Seefläche nach dem Layer Stehende Gewässer.
5. ↑  Daten des Rückhaltebeckens nach dem Layer Stauanlage.
6. ↑  Höhe nach schwarzer Beschriftung auf dem Hintergrundlayer Topographische Karte.
7. ↑  Schutzgebiete nach den einschlägigen Layern, Natur teilweise nach dem Layer Biotop.

### Andere Belege
1. ↑  Abfluss-BW - Daten und Karten
2. ↑  Albrecht Greule: Deutsches Gewässernamenbuch. Walter de Gruyter, Berlin / Boston 2014, ISBN 978-3-11-057891-1, S. 521, „Sülz-/-en-“ (Auszug in der Google-Buchsuche).
3. ↑  Rudolf Hörbe: Chronik Wimmental. Rudolf Hörbe, Weinsberg 1998, S. 23
4. ↑  Geologie nach der geologischen Karte des Naturparks Schwäbisch-Fränkischer Wald 1:50.000, herausgegeben vom Landesamt für Geologie, Rohstoffe und Bergbau Baden-Württemberg, Freiburg i. Br. 2001, übereinstimmend dazu die Layer zu Geologische Karte 1:50.000 auf: Mapserver des Landesamtes für Geologie, Rohstoffe und Bergbau (LGRB) (Hinweise)
5. ↑  Die drei Geotope, deren Steckbriefe bei Erstabfassung dieses Artikels 2011 auf der Geoserver-Website des Landesamtes für Geologie, Rohstoffe und Bergbau (LGRB) abfragbar waren, sind heute nicht mehr vermerkt auf: Mapserver des Landesamtes für Geologie, Rohstoffe und Bergbau (LGRB) (Hinweise)
6. ↑  Wolf-Dieter Sick: Geographische Landesaufnahme: Die naturräumlichen Einheiten auf Blatt 162 Rothenburg o. d. Tauber. Bundesanstalt für Landeskunde, Bad Godesberg 1962. → Online-Karte (PDF; 4,7 MB)